# Тимьянский, Василий Ильич
Василий Ильич Тимьянский (1791—1840) — профессор Казанского университета по кафедре естественной истории и ботаники.

## Биография
Родился в 1792 году. Происходил из обер-офицерской семьи.
В 1801 году поступил в Казанскую гимназию, 18 февраля 1805 года переведён в только что открывшийся Казанский университет, из которого он был выпущен 4 февраля 1809 года с степенью кандидата; 23 марта 1811 года был утверждён магистром физико-математических наук, а 26 марта 1814 года — адъюнктом естественной истории и ботаники. 
Для получения звания профессора Тимьянский составил конспект, который был рассмотрен профессором К. Ф. Фуксом, давшем заключение, что несмотря на краткость, в нём изложены предметы естественной истории ясно и определённо; Тимьянский исследовал эти предметы, рассматривая цель и основание науки и сопровождал это рассуждением о пользе науки; 18 мая 1820 года Тимьянский  был утверждён экстраординарным профессором по кафедре естественной истории и ботаники, а 31 марта 1823 года — в звании ординарного профессора.
Свою профессорскую деятельность Тимьянский окончил в начале 1824 года, а 19 февраля этого года попечитель Казанского университета М. Л. Магницкий уведомил университет, что Тимьянский назначен естествоиспытателем на военный шлюп, идущий в русские северо-американские колонии. Экспедиция в которой должен был принять участие Тимьянский, не удалась. Военный шлюп «Смирный» на котором Тимьянский вышел 20 октября 1824 года из Кронштадта, на пути из Копенгагена в Портсмут встретил бури и должен был укрыться в Арендальмском порте в Норвегии, где он и оставался до 8 мая 1825 года. Получив приказ вернуться в Россию 17 мая 1825 года шлюп возвратился в Кронштадт.
По возвращении в Санкт-Петербург Тимьянский подал в отставку и 13 июля 1825 года был уволен от службы в Казанском университете. После отставки перешёл на службу в строительный департамент морского министерства, где он занимал впоследствии должность помощника директора.
Скончался в 1840 году.